# Tężyczka pastwiskowa
Tężyczka pastwiskowa – choroba zwierząt występująca w wyniku zaburzeń przemiany materii, która obniża zawartość poziomu magnezu w krwi.
Przyczyną tej choroby jest niedostateczna ilość magnezu zawartego w paszy podawanej zwierzętom. Może również wynikać ze złej proporcji składników paszy (zawiera za dużo potasu lub białka). Rozwój choroby następuje najczęściej po upływie kilku do kilkunastu dni po zimowym ociepleniu, gdy zwierzęta są wypasana na pastwisku wcześniej, na mocno nawożonej azotem lub potasem – na młodej, dopiero co wyrośniętej trawie.
Choroba nie leczona może być powodem zejścia zwierząt.